# Fußball-Weltmeisterschaft 1978/Qualifikation

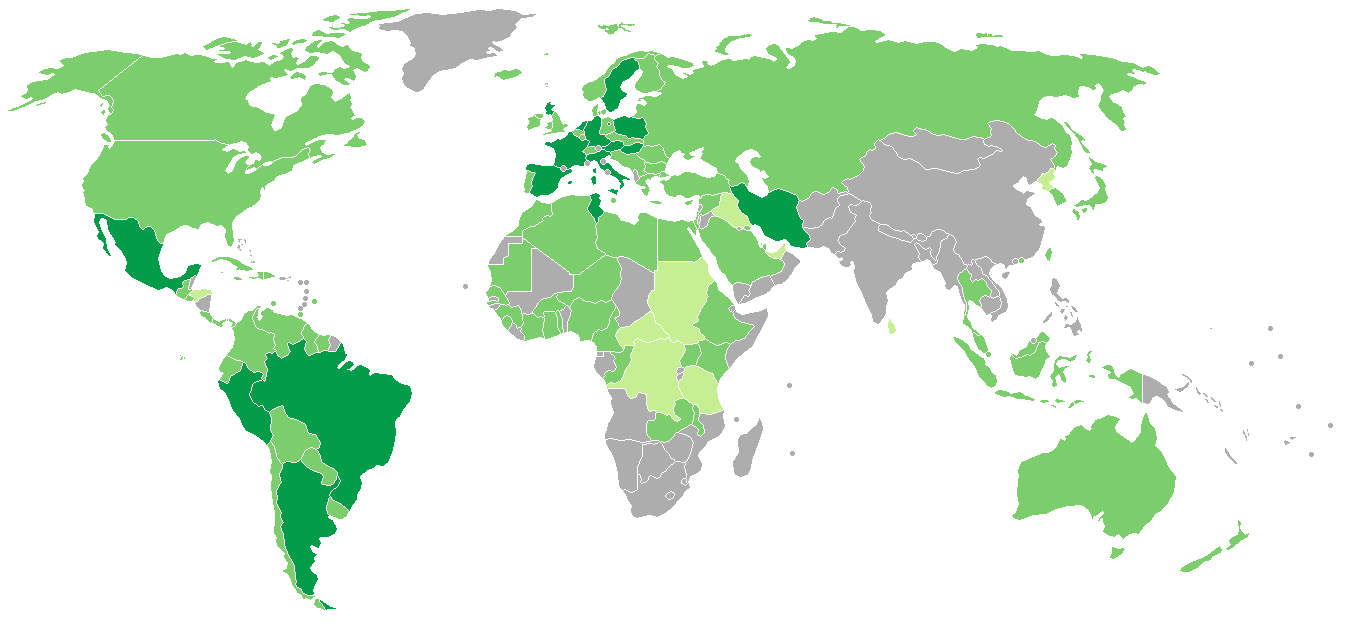
Teilnehmer der Qualifikation zur WM 1978

Für das Weltmeisterschaftsturnier in Argentinien im Jahr 1978 hatten insgesamt 106 Verbände gemeldet, darunter
- 32 Mannschaften aus Europa,
- 26 Mannschaften aus Afrika (vier zogen zurück),
- 19 Mannschaften aus Asien (vier zogen zurück),
- 10 Mannschaften aus Südamerika,
- 17 Mannschaften aus Nord- und Mittelamerika (Rückzug von Honduras) und
- 2 Mannschaften aus Ozeanien.

Da Titelverteidiger Deutschland und Ausrichter Argentinien für die Runde der letzten 16 direkt qualifiziert waren und sich neun Mannschaften vor der Qualifikation zurückzogen, standen für die verbleibenden 95 Mannschaften 14 freie Endrundenplätze zur Verfügung. Diese wurden wie folgt verteilt:
| 8½ an Europa                 | Polen          | Italien  | Österreich  | Niederlande |          |
|                              | Frankreich     | Schweden | Schottland  | Spanien     | Ungarn * |
| 2½ an Südamerika             | Brasilien      | Peru     |             |             |          |
| 1 an Nord- und Mittelamerika | Mexiko         |          |             |             |          |
| 1 an Afrika                  | Tunesien       |          |             |             |          |
| 1 an Asien und Ozeanien      | Iran           |          |             |             |          |
| Titelverteidiger :           | BR Deutschland |          | Gastgeber : | Argentinien |          |

* Ungarn siegte im interkontinentalen Play-off gegen die Mannschaft Boliviens.
Obwohl acht Mannschaften zurückzogen, beteiligten sich insgesamt 95 Nationalmannschaften an der WM-Qualifikation, was einen neuen Rekord darstellte.

## Europäische Zone /UEFA
31 Mannschaften spielten in vier Vierergruppen und fünf Dreiergruppen um 8 bzw. 9 Endrundenplätze. Aus den Gruppen 1–8 qualifizierte sich jeweils der Erstplatzierte für die WM-Endrunde, der Sieger der Gruppe 9 musste zwei Play-off-Spiele gegen den Dritten der Südamerika-Qualifikation um den letzten freien Endrundenplatz spielen. Bundesrepublik Deutschland war als Titelverteidiger automatisch qualifiziert.

### Gruppe 1
Tabelle
| Pl. | Land     | Sp. | S | U | N | Tore    | Diff. | Punkte |
| --- | -------- | --- | - | - | - | ------- | ----- | ------ |
| 1.  | Polen    | 6   | 5 | 1 | 0 | 017:400 | +13   | 11:10  |
| 2.  | Portugal | 6   | 4 | 1 | 1 | 012:600 | +6    | 09:30  |
| 3.  | Dänemark | 6   | 2 | 0 | 4 | 014:120 | +2    | 04:80  |
| 4.  | Zypern   | 6   | 0 | 0 | 6 | 003:240 | −21   | 0:12   |

Spielergebnisse
| 23.05.1976 | Limassol   | Zypern   | – | Dänemark | 1:5 (1:3) |
| 16.10.1976 | Porto      | Portugal | – | Polen    | 0:2 (0:0) |
| 27.10.1976 | Kopenhagen | Dänemark | – | Zypern   | 5:0 (0:0) |
| 31.10.1976 | Warschau   | Polen    | – | Zypern   | 5:0 (3:0) |
| 17.11.1976 | Lissabon   | Portugal | – | Dänemark | 1:0 (0:0) |
| 05.12.1976 | Limassol   | Zypern   | – | Portugal | 1:2 (0:1) |

### Gruppe 2
Tabelle
| Pl. | Land      | Sp. | S | U | N | Tore    | Diff. | Punkte |
| --- | --------- | --- | - | - | - | ------- | ----- | ------ |
| 1.  | Italien   | 6   | 5 | 0 | 1 | 018:400 | +14   | 10:20  |
| 2.  | England   | 6   | 5 | 0 | 1 | 015:400 | +11   | 10:20  |
| 3.  | Finnland  | 6   | 2 | 0 | 4 | 011:160 | −5    | 04:80  |
| 4.  | Luxemburg | 6   | 0 | 0 | 6 | 002:220 | −20   | 0:12   |

Spielergebnisse
| 13.06.1976 | Helsinki  | Finnland  | – | England   | 1:4 (1:2) |
| 22.09.1976 | Helsinki  | Finnland  | – | Luxemburg | 7:1 (3:0) |
| 13.10.1976 | London    | England   | – | Finnland  | 2:1 (1:0) |
| 16.10.1976 | Luxemburg | Luxemburg | – | Italien   | 1:4 (0:2) |
| 17.11.1976 | Rom       | Italien   | – | England   | 2:0 (1:0) |
| 30.03.1977 | London    | England   | – | Luxemburg | 5:0 (1:0) |

### Gruppe 3
Tabelle
| Pl. | Land       | Sp. | S | U | N | Tore    | Diff. | Punkte |
| --- | ---------- | --- | - | - | - | ------- | ----- | ------ |
| 1.  | Österreich | 6   | 4 | 2 | 0 | 014:200 | +12   | 10:20  |
| 2.  | DDR        | 6   | 3 | 3 | 0 | 015:400 | +11   | 09:30  |
| 3.  | Türkei     | 6   | 2 | 1 | 3 | 009:500 | +4    | 05:70  |
| 4.  | Malta      | 6   | 0 | 0 | 6 | 000:270 | −27   | 0:12   |

Spielergebnisse
| 31.10.1976 | İzmir    | Türkei     | – | Malta      | 4:0 (1:0) |
| 17.11.1976 | Dresden  | DDR        | – | Türkei     | 1:1 (1:0) |
| 05.12.1976 | Valletta | Malta      | – | Österreich | 0:1 (0:0) |
| 02.04.1977 | Valletta | Malta      | – | DDR        | 0:1 (0:0) |
| 17.04.1977 | Wien     | Österreich | – | Türkei     | 1:0 (1:0) |
| 30.04.1977 | Salzburg | Österreich | – | Malta      | 9:0 (5:0) |

### Gruppe 4
Tabelle
| Pl. | Land        | Sp. | S | U | N | Tore    | Diff. | Punkte |
| --- | ----------- | --- | - | - | - | ------- | ----- | ------ |
| 1.  | Niederlande | 6   | 5 | 1 | 0 | 011:300 | +8    | 11:10  |
| 2.  | Belgien     | 6   | 3 | 0 | 3 | 007:600 | +1    | 06:60  |
| 3.  | Nordirland  | 6   | 2 | 1 | 3 | 007:600 | +1    | 05:70  |
| 4.  | Island      | 6   | 1 | 0 | 5 | 002:120 | −10   | 02:10  |

Spielergebnisse
| 05.09.1976 | Reykjavík | Island      | – | Belgien     | 0:1 (0:0) |
| 08.09.1976 | Reykjavík | Island      | – | Niederlande | 0:1 (0:1) |
| 13.10.1976 | Rotterdam | Niederlande | – | Nordirland  | 2:2 (0:1) |
| 10.11.1976 | Lüttich   | Belgien     | – | Nordirland  | 2:0 (1:0) |
| 26.03.1977 | Antwerpen | Belgien     | – | Niederlande | 0:2 (0:1) |
| 11.06.1977 | Reykjavík | Island      | – | Nordirland  | 1:0 (1:0) |

### Gruppe 5
Tabelle
| Pl. | Land       | Sp. | S | U | N | Tore    | Diff. | Punkte |
| --- | ---------- | --- | - | - | - | ------- | ----- | ------ |
| 1.  | Frankreich | 4   | 2 | 1 | 1 | 007:400 | +3    | 05:30  |
| 2.  | Bulgarien  | 4   | 1 | 2 | 1 | 005:600 | −1    | 04:40  |
| 3.  | Irland     | 4   | 1 | 1 | 2 | 002:400 | −2    | 03:50  |

Spielergebnisse
| 09.10.1976 | Sofia  | Bulgarien  | – | Frankreich | 2:2 (1:2) |
| 17.11.1976 | Paris  | Frankreich | – | Irland     | 2:0 (0:0) |
| 30.03.1977 | Dublin | Irland     | – | Frankreich | 1:0 (1:0) |

### Gruppe 6
Tabelle
| Pl. | Land     | Sp. | S | U | N | Tore    | Diff. | Punkte |
| --- | -------- | --- | - | - | - | ------- | ----- | ------ |
| 1.  | Schweden | 4   | 3 | 0 | 1 | 007:400 | +3    | 06:20  |
| 2.  | Norwegen | 4   | 2 | 0 | 2 | 003:400 | −1    | 04:40  |
| 3.  | Schweiz  | 4   | 1 | 0 | 3 | 003:500 | −2    | 02:60  |

Spielergebnisse
| 16.06.1976 | Stockholm | Schweden | – | Norwegen | 2:0 (2:0) |
| 08.09.1976 | Oslo      | Norwegen | – | Schweiz  | 1:0 (0:0) |
| 09.10.1976 | Basel     | Schweiz  | – | Schweden | 1:2 (1:1) |

### Gruppe 7
Tabelle
| Pl. | Land             | Sp. | S | U | N | Tore    | Diff. | Punkte |
| --- | ---------------- | --- | - | - | - | ------- | ----- | ------ |
| 1.  | Schottland       | 4   | 3 | 0 | 1 | 006:300 | +3    | 06:20  |
| 2.  | Tschechoslowakei | 4   | 2 | 0 | 2 | 004:600 | −2    | 04:40  |
| 3.  | Wales            | 4   | 1 | 0 | 3 | 003:400 | −1    | 02:60  |

Spielergebnisse
| 13.10.1976 | Prag    | Tschechoslowakei | – | Schottland       | 2:0 (0:0) |
| 17.11.1976 | Glasgow | Schottland       | – | Wales            | 1:0 (1:0) |
| 30.03.1977 | Wrexham | Wales            | – | Tschechoslowakei | 3:0 (1:0) |

### Gruppe 8
Tabelle
| Pl. | Land        | Sp. | S | U | N | Tore    | Diff. | Punkte |
| --- | ----------- | --- | - | - | - | ------- | ----- | ------ |
| 1.  | Spanien     | 4   | 3 | 0 | 1 | 004:100 | +3    | 06:20  |
| 2.  | Rumänien    | 4   | 2 | 0 | 2 | 007:800 | −1    | 04:40  |
| 3.  | Jugoslawien | 4   | 1 | 0 | 3 | 006:800 | −2    | 02:60  |

Spielergebnisse
| 10.10.1976 | Sevilla  | Spanien     | – | Jugoslawien | 1:0 (0:0) |
| 16.04.1977 | Bukarest | Rumänien    | – | Spanien     | 1:0 (1:0) |
| 08.05.1977 | Zagreb   | Jugoslawien | – | Rumänien    | 0:2 (0:2) |

### Gruppe 9
Tabelle
| Pl. | Land         | Sp. | S | U | N | Tore    | Diff. | Punkte |
| --- | ------------ | --- | - | - | - | ------- | ----- | ------ |
| 1.  | Ungarn       | 4   | 2 | 1 | 1 | 006:400 | +2    | 05:30  |
| 2.  | Sowjetunion  | 4   | 2 | 0 | 2 | 005:300 | +2    | 04:40  |
| 3.  | Griechenland | 4   | 1 | 1 | 2 | 002:600 | −4    | 03:50  |

Spielergebnisse
| 09.10.1976 | Athen    | Griechenland | – | Ungarn       | 1:1 (0:0) |
| 24.04.1977 | Moskau   | Sowjetunion  | – | Griechenland | 2:0 (1:0) |
| 30.04.1977 | Budapest | Ungarn       | – | Sowjetunion  | 2:1 (1:0) |

Ungarn qualifizierte sich somit für die Play-off-Spiele gegen Bolivien.

## Südamerikanische Zone/CONMEBOL
In der ersten Runde spielen insgesamt neun Teams in drei Dreiergruppen. Die drei Gruppensieger spielten in der zweiten Runde in einer weiteren Dreiergruppe zwei WM-Startplätze aus. Der Gruppenletzte hatte aber noch die Chance, sich über ein Play-off gegen den Sieger der Europa-Gruppe 9 ebenfalls für die WM-Endrunde zu qualifizieren. Gastgeber  Argentinien war automatisch für die Weltmeisterschaft qualifiziert.

### Erste Runde

#### Gruppe 1
Tabelle
| Pl. | Land      | Sp. | S | U | N | Tore    | Diff. | Punkte |
| --- | --------- | --- | - | - | - | ------- | ----- | ------ |
| 1.  | Brasilien | 4   | 2 | 2 | 0 | 008:100 | +7    | 06:20  |
| 2.  | Paraguay  | 4   | 1 | 2 | 1 | 003:300 | ±0    | 04:40  |
| 3.  | Kolumbien | 4   | 0 | 2 | 2 | 001:800 | −7    | 02:60  |

Spielergebnisse
| 20.02.1977 | Bogotá   | Kolumbien | – | Brasilien | 0:0       |
| 24.02.1977 | Bogotá   | Kolumbien | – | Paraguay  | 0:1 (0:1) |
| 06.03.1977 | Asunción | Paraguay  | – | Kolumbien | 1:1 (0:0) |

#### Gruppe 2
Tabelle
| Pl. | Land      | Sp. | S | U | N | Tore    | Diff. | Punkte |
| --- | --------- | --- | - | - | - | ------- | ----- | ------ |
| 1.  | Bolivien  | 4   | 3 | 1 | 0 | 008:300 | +5    | 07:10  |
| 2.  | Uruguay   | 4   | 1 | 2 | 1 | 005:400 | +1    | 04:40  |
| 3.  | Venezuela | 4   |   | 1 | 3 | 002:800 | −6    | 02:70  |

Spielergebnisse
| 09.02.1977 | Caracas | Venezuela | – | Uruguay  | 1:1 (0:1) |
| 27.02.1977 | La Paz  | Bolivien  | – | Uruguay  | 1:0 (0:0) |
| 06.03.1977 | Caracas | Venezuela | – | Bolivien | 1:3 (0:1) |

#### Gruppe 3
Tabelle
| Pl. | Land    | Sp. | S | U | N | Tore    | Diff. | Punkte |
| --- | ------- | --- | - | - | - | ------- | ----- | ------ |
| 1.  | Peru    | 4   | 2 | 2 | 0 | 008:200 | +6    | 06:20  |
| 2.  | Chile   | 4   | 2 | 1 | 1 | 005:300 | +2    | 05:30  |
| 3.  | Ecuador | 4   |   | 1 | 3 | 001:900 | −8    | 02:70  |

Spielergebnisse
| 20.02.1977 | Quito     | Ecuador | – | Peru  | 1:1 (0:1) |
| 27.02.1977 | Guayaquil | Ecuador | – | Chile | 0:1 (0:1) |
| 06.03.1977 | Santiago  | Chile   | – | Peru  | 1:1 (1:0) |

### Zweite Runde
Tabelle
| Pl. | Land      | Sp. | S | U | N | Tore    | Diff. | Punkte |
| --- | --------- | --- | - | - | - | ------- | ----- | ------ |
| 1.  | Brasilien | 2   | 2 | 0 | 0 | 009:000 | +9    | 04:0   |
| 2.  | Peru      | 2   | 1 | 0 | 1 | 005:100 | +4    | 02:20  |
| 3.  | Bolivien  | 2   | 0 | 0 | 2 | 000:130 | −13   | 0:40   |

Spielergebnisse
| Turnier in Cali, Kolumbien |      |   |           |           |
| 10.07.1977                 | Peru | – | Brasilien | 0:1 (0:0) |

Brasilien und Peru qualifizierten sich direkt für die WM-Endrunde, Bolivien musste ein Play-off gegen Ungarn bestreiten.

## Nord-, Zentralamerikanische und Karibische Zone/CONCACAF
Insgesamt nahmen 16 Mannschaften an der Qualifikation der CONCACAF-Zone teil. Drei Teams aus der Nordamerikanischen Zone, vier Mannschaften aus der Zentralamerikanischen Zone und neun Teams aus der Karibikzone ermittelten zunächst in der Ersten Runde jeweils zwei Teilnehmer für die Zweite Runde. Diese wurde in Turnierform in Mexiko ausgetragen, der Sieger qualifizierte sich für die Endrunde der WM 1978 in Argentinien.

### Erste Runde

#### Nordamerikanische Zone
| Pl. | Land   | Sp. | S | U | N | Tore    | Diff. | Punkte |
| --- | ------ | --- | - | - | - | ------- | ----- | ------ |
| 1.  | Mexiko | 4   | 1 | 2 | 1 | 003:100 | +2    | 04:40  |
| 2.  | Kanada | 4   | 1 | 2 | 1 | 002:300 | −1    | 04:40  |
| 2.  | USA    | 4   | 1 | 2 | 1 | 003:400 | −1    | 04:40  |

Spielergebnisse
| 24.09.1976 | Vancouver   | Kanada | – | USA    | 1:1 (0:1) |
| 03.10.1976 | Los Angeles | USA    | – | Mexiko | 0:0       |
| 10.10.1976 | Vancouver   | Kanada | – | Mexiko | 1:0 (1:0) |

Anmerkungen:
1. ↑  Das Spiel fand auf Kunstrasen statt
2. ↑  Das Spiel fand in einer Halle statt

Entscheidungsspiel
| Datum      |        | Ergebnis  |     | Ort            |
| ---------- | ------ | --------- | --- | -------------- |
| 22.12.1976 | Kanada | 3:0 (1:0) | USA | Port-au-Prince |

#### Zentralamerikanische Zone
| Pl. | Land        | Sp.         | S           | U           | N           | Tore        | Diff.       | Punkte      |
| --- | ----------- | ----------- | ----------- | ----------- | ----------- | ----------- | ----------- | ----------- |
| 1.  | Guatemala   | 6           | 3           | 2           | 1           | 015:600     | +9          | 08:40       |
| 2.  | El Salvador | 6           | 2           | 3           | 1           | 010:700     | +3          | 07:50       |
| 3.  | Costa Rica  | 6           | 1           | 4           | 1           | 008:600     | +2          | 06:60       |
| 4.  | Panama      | 6           | 1           | 1           | 4           | 007:210     | −14         | 03:90       |
|     | Honduras    | verzichtete | verzichtete | verzichtete | verzichtete | verzichtete | verzichtete | verzichtete |

Spielergebnisse
| 04.04.1976 | Panama-Stadt    | Panama      | – | Costa Rica  | 3:2 (0:1) |
| 02.05.1976 | Panama-Stadt    | Panama      | – | El Salvador | 1:1 (0:1) |
| 11.07.1976 | San José        | Costa Rica  | – | Panama      | 3:0 (3:0) |
| 01.08.1976 | San Salvador    | El Salvador | – | Panama      | 4:1 (2:0) |
| 17.09.1976 | Panama          | Panama      | – | Guatemala   | 2:4 (2:0) |
| 26.09.1976 | Guatemala-Stadt | Guatemala   | – | Panama      | 7:0 (3:0) |

#### Karibikzone

##### Gruppe A
1. Runde
| Datum      |          | Ergebnis  |          | Ort        |
| ---------- | -------- | --------- | -------- | ---------- |
| 04.07.1976 | Guyana   | 2:0 (1:0) | Suriname | Georgetown |
| 29.08.1976 | Suriname | 3:0 (2:0) | Guyana   | Paramaribo |
| Gesamt:    | Guyana   | 2:3       | Suriname |            |

| Datum      |                     | Ergebnis  |                     | Ort           |
| ---------- | ------------------- | --------- | ------------------- | ------------- |
| 15.08.1976 | Barbados            | 2:1 (0:0) | Trinidad und Tobago | Bridgetown    |
| 31.08.1976 | Trinidad und Tobago | 1:0 (1:0) | Barbados            | Port of Spain |
| Gesamt:    | Barbados            | 2:2       | Trinidad und Tobago |               |

Entscheidungsspiel
| Datum      |          | Ergebnis  |                     | Ort        |
| ---------- | -------- | --------- | ------------------- | ---------- |
| 14.09.1976 | Barbados | 1:3 (1:1) | Trinidad und Tobago | Bridgetown |

2. Runde
| Datum      |                     | Ergebnis  |                     | Ort           |
| ---------- | ------------------- | --------- | ------------------- | ------------- |
| 14.11.1976 | Suriname            | 1:1 (1:1) | Trinidad und Tobago | Paramaribo    |
| 28.11.1976 | Trinidad und Tobago | 2:2 (1:1) | Suriname            | Port of Spain |
| Gesamt:    | Suriname            | 3:3       | Trinidad und Tobago |               |

Entscheidungsspiel
| Datum      |          | Ergebnis             |                     | Ort     |
| ---------- | -------- | -------------------- | ------------------- | ------- |
| 18.12.1976 | Suriname | 3:2 n. V. (2:2, 0:0) | Trinidad und Tobago | Cayenne |

##### Gruppe B
Vorausscheidung
| Datum      |                         | Ergebnis  |                         | Ort            |
| ---------- | ----------------------- | --------- | ----------------------- | -------------- |
| 02.04.1976 | Dominikanische Republik | 0:3 (0:3) | Haiti                   | Santo Domingo  |
| 17.04.1976 | Haiti                   | 3:0 (2:0) | Dominikanische Republik | Port-au-Prince |
| Gesamt:    | Dominikanische Republik | 0:6       | Haiti                   |                |

1. Runde
| Datum      |                          | Ergebnis  |                          | Ort            |
| ---------- | ------------------------ | --------- | ------------------------ | -------------- |
| 30.07.1976 | Niederländische Antillen | 1:2 (0:2) | Haiti                    | Oranjestad     |
| 14.08.1976 | Haiti                    | 7:0 (4:0) | Niederländische Antillen | Port-au-Prince |
| Gesamt:    | Niederländische Antillen | 1:9 (0:2) | Haiti                    |                |

| Datum      |         | Ergebnis  |         | Ort      |
| ---------- | ------- | --------- | ------- | -------- |
| 15.08.1976 | Jamaika | 1:3 (0:1) | Kuba    | Kingston |
| 29.08.1976 | Kuba    | 2:0 (1:0) | Jamaika | Havanna  |
| Gesamt:    | Jamaika | 1:5       | Kuba    |          |

2. Runde
| Datum      |       | Ergebnis  |       | Ort            |
| ---------- | ----- | --------- | ----- | -------------- |
| 28.11.1976 | Kuba  | 1:1 (1:0) | Haiti | Havanna        |
| 11.12.1976 | Haiti | 1:1 (0:0) | Kuba  | Port-au-Prince |
| Gesamt:    | Kuba  | 2:2       | Haiti |                |

Entscheidungsspiel
| Datum      |      | Ergebnis  |       | Ort          |
| ---------- | ---- | --------- | ----- | ------------ |
| 29.12.1976 | Kuba | 0:2 (0:0) | Haiti | Panama-Stadt |

### Zweite Runde
| Pl. | Land        | Sp. | S | U | N | Tore    | Diff. | Punkte |
| --- | ----------- | --- | - | - | - | ------- | ----- | ------ |
| 1.  | Mexiko      | 5   | 5 | 0 | 0 | 020:500 | +15   | 10:0   |
| 2.  | Haiti       | 5   | 3 | 1 | 1 | 006:600 | ±0    | 07:30  |
| 3.  | El Salvador | 5   | 2 | 1 | 2 | 008:900 | −1    | 05:50  |
| 4.  | Kanada      | 5   | 2 | 1 | 2 | 007:800 | −1    | 05:50  |
| 5.  | Guatemala   | 5   | 1 | 1 | 3 | 008:100 | −2    | 03:70  |
| 6.  | Suriname    | 5   | 0 | 0 | 5 | 006:170 | −11   | 0:10   |

Spielergebnisse
| 08.10.1977 | Monterrey    | Guatemala   | – | Suriname    | 3:2 (2:1) |
| 08.10.1977 | Monterrey    | El Salvador | – | Kanada      | 2:1 (1:0) |
| 09.10.1977 | Mexiko-Stadt | Mexiko      | – | Haiti       | 4:1 (1:0) |
| 12.10.1977 | Mexiko-Stadt | Mexiko      | – | El Salvador | 3:1 (1:0) |
| 12.10.1977 | Mexiko-Stadt | Kanada      | – | Suriname    | 2:1 (1:1) |
| 12.10.1977 | Monterrey    | Guatemala   | – | Haiti       | 1:2 (0:2) |
| 15.10.1977 | Monterrey    | Mexiko      | – | Suriname    | 8:1 (3:1) |
| 16.10.1977 | Mexiko-Stadt | El Salvador | – | Haiti       | 0:1 (0:1) |

## Asiatische Zone/AFCund Ozeanische Zone/OFC
| Asiatische Zone | Ozeanische Zone | In der Ersten Runde spielten 17 Mannschaften aus Asien und Ozeanien in fünf Gruppen, davon eine Gruppe mit fünf Mannschaften und vier Gruppen mit drei Mannschaften. Die fünf Gruppensieger qualifizierten sich für die Zweite Runde, die in einer Gruppe ausgetragen wurde. Der Sieger der Endrunde qualifizierte sich für die WM-Endrunde in Argentinien. |

### Erste Runde

#### Gruppe 1 / Südostasien
Alle Spiele fanden in Singapur statt.
| Pl. | Land       | Sp.         | S           | U           | N           | Tore        | Diff.       | Punkte      |
| --- | ---------- | ----------- | ----------- | ----------- | ----------- | ----------- | ----------- | ----------- |
| 1.  | Hongkong   | 4           | 3           | 0           | 1           | 009:500     | +4          | 06:20       |
| 2.  | Singapur   | 4           | 2           | 1           | 1           | 005:600     | −1          | 05:30       |
| 3.  | Malaysia   | 4           | 1           | 2           | 1           | 007:600     | +1          | 04:40       |
| 4.  | Indonesien | 4           | 1           | 1           | 2           | 007:700     | ±0          | 03:50       |
| 5.  | Thailand   | 4           | 1           | 0           | 3           | 008:120     | −4          | 02:60       |
|     | Sri Lanka  | verzichtete | verzichtete | verzichtete | verzichtete | verzichtete | verzichtete | verzichtete |

Spielergebnisse
| 27.02.1977 | Singapur   | – | Thailand   | 2:0 (0:0) |
| 28.02.1977 | Hongkong   | – | Indonesien | 4:1 (0:1) |
| 01.03.1977 | Malaysia   | – | Thailand   | 6:4 (4:1) |
| 02.03.1977 | Hongkong   | – | Singapur   | 2:2 (1:1) |
| 03.03.1977 | Indonesien | – | Malaysia   | 0:0       |

Entscheidungsspiel
| Datum      |          | Ergebnis  |          | Ort      |
| ---------- | -------- | --------- | -------- | -------- |
| 12.03.1977 | Singapur | 0:1 (0:1) | Hongkong | Singapur |

#### Gruppe 2 / Ostasien
Tabelle
| Pl. | Land      | Sp.         | S           | U           | N           | Tore        | Diff.       | Punkte      |
| --- | --------- | ----------- | ----------- | ----------- | ----------- | ----------- | ----------- | ----------- |
| 1.  | Südkorea  | 4           | 2           | 2           | 0           | 004:100     | +3          | 06:20       |
| 3.  | Israel    | 4           | 2           | 1           | 1           | 005:300     | +2          | 05:30       |
| 3.  | Japan     | 4           | 0           | 1           | 3           | 000:500     | −5          | 01:70       |
|     | Nordkorea | verzichtete | verzichtete | verzichtete | verzichtete | verzichtete | verzichtete | verzichtete |

Spielergebnisse
| 27.02.1977 | Ramat Gan | Israel | – | Südkorea | 0:0       |
| 06.03.1977 | Ramat Gan | Israel | – | Japan    | 2:0 (1:0) |
| 10.03.1977 | Ramat Gan | Japan  | – | Israel   | 0:2 (0:1) |

Israel spielte aus politischen Gründen in der Ostasiengruppe.

#### Gruppe 3 / Vorderasien
Tabelle
| Pl. | Land          | Sp.         | S           | U           | N           | Tore        | Diff.       | Punkte      |
| --- | ------------- | ----------- | ----------- | ----------- | ----------- | ----------- | ----------- | ----------- |
| 1.  | Iran          | 4           | 4           | 0           | 0           | 008:000     | +8          | 08:0        |
| 2.  | Saudi-Arabien | 4           | 1           | 0           | 3           | 003:700     | −4          | 02:60       |
| 3.  | Syrien        | 4           | 1           | 0           | 3           | 002:600     | −4          | 02:60       |
|     | Irak          | verzichtete | verzichtete | verzichtete | verzichtete | verzichtete | verzichtete | verzichtete |

Spielergebnisse
| 12.11.1976 | Dschidda | Saudi-Arabien | – | Syrien        | 2:0 (1:0) |
| 26.11.1976 | Damaskus | Syrien        | – | Saudi-Arabien | 2:1 (1:1) |
| 07.01.1977 | Riad     | Saudi-Arabien | – | Iran          | 0:3 (0:1) |

1 Syrien trat aus politischen Gründen nicht im Iran an. Die FIFA wertete das Spiel 2:0 für den Iran.

#### Gruppe 4 / Arabien
Alle Spiele fanden in Doha in Katar statt.
Tabelle
| Pl. | Land                         | Sp.          | S            | U            | N            | Tore         | Diff.        | Punkte       |
| --- | ---------------------------- | ------------ | ------------ | ------------ | ------------ | ------------ | ------------ | ------------ |
| 1.  | Kuwait                       | 4            | 4            | 0            | 0            | 010:200      | +8           | 08:0         |
| 3.  | Bahrain                      | 4            | 1            | 0            | 3            | 004:600      | −2           | 02:60        |
| 3.  | Katar                        | 4            | 1            | 0            | 3            | 003:900      | −6           | 02:60        |
|     | Vereinigte Arabische Emirate | verzichteten | verzichteten | verzichteten | verzichteten | verzichteten | verzichteten | verzichteten |

Spielergebnisse
| 11.03.1977 | Kuwait | – | Bahrain | 2:0 (2:0) |
| 13.03.1977 | Katar  | – | Bahrain | 2:0 (1:0) |
| 15.03.1977 | Katar  | – | Kuwait  | 0:2 (0:1) |

#### Gruppe 5 / Ozeanien
Tabelle
| Pl. | Land              | Sp. | S | U | N | Tore    | Diff. | Punkte |
| --- | ----------------- | --- | - | - | - | ------- | ----- | ------ |
| 1.  | Australien        | 4   | 3 | 1 | 0 | 009:300 | +6    | 07:10  |
| 2.  | Neuseeland        | 4   | 2 | 1 | 1 | 014:400 | +10   | 05:30  |
| 3.  | Chinesisch Taipeh | 4   | 0 | 0 | 4 | 001:170 | −16   | 0:80   |

Spielergebnisse
| 13.03.1977 | Suva     | Australien        | – | Chinesisch Taipeh | 3:0 (2:0) |
| 16.03.1977 | Suva     | Chinesisch Taipeh | – | Australien        | 1:2 (1:1) |
| 20.03.1977 | Auckland | Neuseeland        | – | Chinesisch Taipeh | 6:0 (4:0) |

### Zweite Runde
| Pl. | Land       | Sp. | S | U | N | Tore    | Diff. | Punkte |
| --- | ---------- | --- | - | - | - | ------- | ----- | ------ |
| 1.  | Iran       | 8   | 6 | 2 | 0 | 012:300 | +9    | 14:20  |
| 2.  | Südkorea   | 8   | 3 | 4 | 1 | 012:800 | +4    | 10:60  |
| 3.  | Kuwait     | 8   | 4 | 1 | 3 | 013:800 | +5    | 09:70  |
| 4.  | Australien | 8   | 3 | 1 | 4 | 011:800 | +3    | 07:90  |
| 5.  | Hongkong   | 8   | 0 | 0 | 8 | 005:260 | −21   | 0:16   |

Spielergebnisse
| 19.06.1977 | Hongkong  | Hongkong   | – | Iran       | 0:2 (0:1) |
| 26.06.1977 | Hongkong  | Hongkong   | – | Südkorea   | 0:1 (0:0) |
| 03.07.1977 | Busan     | Südkorea   | – | Iran       | 0:0       |
| 10.07.1977 | Adelaide  | Australien | – | Hongkong   | 3:0 (1:0) |
| 14.08.1977 | Melbourne | Australien | – | Iran       | 0:1 (0:0) |
| 27.08.1977 | Sydney    | Australien | – | Südkorea   | 2:1 (0:1) |
| 02.10.1977 | Hongkong  | Hongkong   | – | Kuwait     | 1:3 (1:1) |
| 09.10.1977 | Seoul     | Südkorea   | – | Kuwait     | 1:0 (0:0) |
| 16.10.1977 | Sydney    | Australien | – | Kuwait     | 1:2 (0:1) |
| 23.10.1977 | Seoul     | Südkorea   | – | Australien | 0:0       |

## Afrikanische Zone/CAF
An der afrikanischen WM-Qualifikation nahmen 26 Mannschaften teil. Die Qualifikation wurde zunächst in drei Runden und drei Gruppen im K.-o.-System gespielt, danach spielten die drei verbleibenden Mannschaften in einer Gruppe in Hin- und Rückspielen den WM-Teilnehmer aus. Der Gruppensieger der Vierten Runde qualifizierte sich für die WM-Endrunde in Argentinien.

### Vorrunde
| Datum      |              | Ergebnis  |              | Ort      |
| ---------- | ------------ | --------- | ------------ | -------- |
| 07.03.1976 | Sierra Leone | 5:1 (1:1) | Niger        | Freetown |
| 21.03.1976 | Niger        | 2:1 (1:1) | Sierra Leone | Niamey   |
| Gesamt:    | Sierra Leone | 6:3       | Niger        |          |

| Datum      |             | Ergebnis  |             | Ort         |
| ---------- | ----------- | --------- | ----------- | ----------- |
| 13.03.1976 | Obervolta   | 1:1 (0:0) | Mauretanien | Ouagadougou |
| 28.03.1976 | Mauretanien | 0:2 (0:1) | Obervolta   | Nouakchott  |
| Gesamt:    | Obervolta   | 3:1       | Mauretanien |             |

### Erste Runde

#### Gruppe A
| Datum      |         | Ergebnis  |         | Ort   |
| ---------- | ------- | --------- | ------- | ----- |
| 17.10.1976 | Togo    | 1:0 (0:0) | Senegal | Lomé  |
| 31.10.1976 | Senegal | 1:1 (0:0) | Togo    | Dakar |
| Gesamt:    | Togo    | 2:1       | Senegal |       |

| Datum      |        | Ergebnis  |        | Ort     |
| ---------- | ------ | --------- | ------ | ------- |
| 10.10.1976 | Ghana  | 2:1 (0:0) | Guinea | Accra   |
| 31.10.1976 | Guinea | 2:1 (0:0) | Ghana  | Conakry |
| Gesamt:    | Ghana  | 3:3       | Guinea |         |

Entscheidungsspiel
| Datum      |        | Ergebnis  |       | Ort  |
| ---------- | ------ | --------- | ----- | ---- |
| 16.01.1977 | Guinea | 2:0 (2:0) | Ghana | Lomé |

| Datum      |          | Ergebnis             |          | Ort        |
| ---------- | -------- | -------------------- | -------- | ---------- |
| 12.12.1976 | Marokko  | 1:1 (1:0)            | Tunesien | Casablanca |
| 09.01.1977 | Tunesien | 1:1 n. V. (1:1, 1:0) | Marokko  | Tunis      |
| Gesamt:    | Marokko  | 1:1 (2:4 i. E.)      | Tunesien |            |

| Datum      |          | Ergebnis  |          | Ort      |
| ---------- | -------- | --------- | -------- | -------- |
| 01.04.1976 | Algerien | 1:0 (0:0) | Libyen   | Algier   |
| 16.04.1976 | Libyen   | 0:0       | Algerien | Tripolis |
| Gesamt:    | Algerien | 1:0       | Libyen   |          |

#### Gruppe B
| Datum      |              | Ergebnis  |              | Ort      |
| ---------- | ------------ | --------- | ------------ | -------- |
| 16.10.1976 | Sierra Leone | 0:0       | Nigeria      | Freetown |
| 30.10.1976 | Nigeria      | 6:2 (4:0) | Sierra Leone | Lagos    |
| Gesamt:    | Sierra Leone | 2:6       | Nigeria      |          |

Entscheidungsspiel
|       | Ergebnis |                                          |
| ----- | -------- | ---------------------------------------- |
| Zaire |          | Zentralafrikanische Republik verzichtete |

| Datum      |                | Ergebnis  |                | Ort         |
| ---------- | -------------- | --------- | -------------- | ----------- |
| 04.09.1976 | Obervolta      | 1:1 (0:1) | Elfenbeinküste | Ouagadougou |
| 26.09.1976 | Elfenbeinküste | 2:0 (2:0) | Obervolta      | Abidjan     |
| Gesamt:    | Obervolta      | 1:3       | Elfenbeinküste |             |

| Datum      |         | Ergebnis  |         | Ort         |
| ---------- | ------- | --------- | ------- | ----------- |
| 17.10.1976 | Kongo   | 2:2 (0:2) | Kamerun | Brazzaville |
| 31.10.1976 | Kamerun | 1:2 (1:1) | Kongo   | Yaoundé     |
| Gesamt:    | Kongo   | 4:3       | Kamerun |             |

#### Gruppe C
|       | Ergebnis |                   |
| ----- | -------- | ----------------- |
| Kenia |          | Sudan verzichtete |

| Datum      |           | Ergebnis  |           | Ort         |
| ---------- | --------- | --------- | --------- | ----------- |
| 29.10.1976 | Ägypten   | 3:0 (2:0) | Äthiopien | Kairo       |
| 14.11.1976 | Äthiopien | 1:2 (1:1) | Ägypten   | Addis Abeba |
| Gesamt:    | Ägypten   | 3:0       | Äthiopien |             |

|        | Ergebnis |                      |
| ------ | -------- | -------------------- |
| Uganda |          | Tansania verzichtete |

| Datum      |        | Ergebnis  |        | Ort      |
| ---------- | ------ | --------- | ------ | -------- |
| 09.05.1976 | Sambia | 4:0 (2:0) | Malawi | Lusaka   |
| 30.05.1976 | Malawi | 0:1 (0:0) | Sambia | Blantyre |
| Gesamt:    | Sambia | 5:0       | Malawi |          |

### Zweite Runde

#### Gruppe A
| Datum      |        | Ergebnis  |        | Ort     |
| ---------- | ------ | --------- | ------ | ------- |
| 13.02.1977 | Togo   | 0:2 (0:1) | Guinea | Lomé    |
| 27.02.1977 | Guinea | 2:1 (2:0) | Togo   | Conakry |
| Gesamt:    | Togo   | 1:4       | Guinea |         |

| Datum      |          | Ergebnis  |          | Ort    |
| ---------- | -------- | --------- | -------- | ------ |
| 06.02.1977 | Tunesien | 2:0 (0:0) | Algerien | Tunis  |
| 28.02.1977 | Algerien | 1:1 (1:0) | Tunesien | Algier |
| Gesamt:    | Tunesien | 3:1       | Algerien |        |

#### Gruppe B
|         | Ergebnis |                   |
| ------- | -------- | ----------------- |
| Nigeria |          | Zaire verzichtete |

| Datum      |                | Ergebnis  |                | Ort         |
| ---------- | -------------- | --------- | -------------- | ----------- |
| 13.02.1977 | Elfenbeinküste | 3:2 (2:1) | Kongo          | Bouaké      |
| 27.02.1977 | Kongo          | 1:3 (1:2) | Elfenbeinküste | Brazzaville |
| Gesamt:    | Elfenbeinküste | 6:2       | Kongo          |             |

#### Gruppe C
| Datum      |         | Ergebnis  |         | Ort     |
| ---------- | ------- | --------- | ------- | ------- |
| 06.02.1977 | Kenia   | 0:0       | Ägypten | Nairobi |
| 27.02.1977 | Ägypten | 1:0 (1:0) | Kenia   | Kairo   |
| Gesamt:    | Kenia   | 0:1       | Ägypten |         |

| Datum      |        | Ergebnis             |        | Ort     |
| ---------- | ------ | -------------------- | ------ | ------- |
| 13.02.1977 | Uganda | 1:0 (0:0)            | Sambia | Kampala |
| 27.02.1977 | Sambia | 4:2 n. V. (3:2, 2:1) | Uganda | Ndola   |
| Gesamt:    | Uganda | 3:4                  | Sambia |         |

### Dritte Runde

#### Gruppe A
| Datum      |          | Ergebnis  |          | Ort     |
| ---------- | -------- | --------- | -------- | ------- |
| 05.06.1977 | Guinea   | 1:0 (0:0) | Tunesien | Conakry |
| 19.06.1977 | Tunesien | 3:1 (1:1) | Guinea   | Tunis   |
| Gesamt:    | Guinea   | 2:3       | Tunesien |         |

#### Gruppe B
| Datum      |                | Ergebnis  |                | Ort    |
| ---------- | -------------- | --------- | -------------- | ------ |
| 10.07.1977 | Nigeria        | 4:0 (3:0) | Elfenbeinküste | Lagos  |
| 25.07.1977 | Elfenbeinküste | 2:2 (1:0) | Nigeria        | Bouaké |
| Gesamt:    | Nigeria        | 6:2       | Elfenbeinküste |        |

#### Gruppe C
| Datum      |         | Ergebnis  |         | Ort    |
| ---------- | ------- | --------- | ------- | ------ |
| 15.07.1977 | Ägypten | 2:0 (1:0) | Sambia  | Kairo  |
| 31.07.1977 | Sambia  | 0:0       | Ägypten | Lusaka |
| Gesamt:    | Ägypten | 2:0       | Sambia  |        |

### Vierte Runde
Tabelle
| Pl. | Land     | Sp. | S | U | N | Tore    | Diff. | Punkte |
| --- | -------- | --- | - | - | - | ------- | ----- | ------ |
| 1.  | Tunesien | 4   | 2 | 1 | 1 | 007:400 | +3    | 05:30  |
| 2.  | Ägypten  | 4   | 2 | 0 | 2 | 007:110 | −4    | 04:40  |
| 3.  | Nigeria  | 4   | 1 | 1 | 2 | 005:400 | +1    | 03:50  |

Spielergebnisse
| 25.09.1977 | Tunis | Tunesien | – | Nigeria | 0:0       |
| 08.10.1977 | Lagos | Nigeria  | – | Ägypten | 4:0 (1:0) |
| 21.10.1977 | Kairo | Ägypten  | – | Nigeria | 3:1 (2:0) |

## Interkontinentales Play-off Europa – Südamerika
| Datum      |          | Ergebnis |          | Ort      |
| ---------- | -------- | -------- | -------- | -------- |
| 29.10.1977 | Ungarn   | 6:0      | Bolivien | Budapest |
| 30.11.1977 | Bolivien | 2:3      | Ungarn   | La Paz   |
| Gesamt:    | Ungarn   | 9:2      | Bolivien |          |